# ダイハツ・テリオスキッド
テリオス キッド（Terios Kid）とは、1998年（平成10年）から2012年（平成24年）までダイハツ工業が製造・販売していたSUVタイプの軽自動車である。

## 概要
同時進行で開発されていた登録車（小型車）規格のテリオスの全長、全幅を軽規格内に収め、エンジンも660ccに変更して1998年に発売した。トヨタにOEM供給はしていない。小型普通車規格であるテリオスのOEMはキャミである。軽SUVとして唯一、5ドアボディとフルタイム4WDが設定された。テリオスが2006年に販売を終了した後も2012年5月まで生産が継続された。全車ターボ付EF型エンジンを搭載し、当初はインタークーラー付きのEF-DET型と、インタークーラーのないEF-DEM型の2タイプがあり、前者はボンネットにダクトが設けられている。2006年8月のマイナーチェンジで全車EF-DET型に統一された。
2002年の国土交通省・自動車事故対策センターによる軽自動車アセスメントの衝突安全性能総合評価で、助手席が6つ星、運転席が5つ星の評価を得る。
2006年のマイナーチェンジ以降は、カスタムX、カスタムL、Lの3つのグレードで発売された。カスタム系とLの違いは、前者はエアロバンパーやアルミホイール、ローダウンサスペンションを採用し、上位グレードのカスタムXは、ドアミラーターンランプ、キーフリーシステム、ABSを標準装備している。全グレードに2WD（FR）と4WDが設定され、スペアタイヤは鉄ホイールである。MT車は、カスタムLとLの4WD車のみの設定である。
4WDシステムは軽自動車唯一のセンターデフ付きフルタイム4WD方式を採用している。アトレーに採用されたオールタイム4WD/マルチセレクト4WDシステムと同一であり、パートタイム機構は省かれているが、センターデフのロックと解除はインパネのスイッチ一つで切替可能となっている。オプションで後輪のデフにダイレクトトラクションLSDが設定されていたが、2009年に廃止された。

### 年表
- 1998年（平成10年）10月6日 - ミラ・ムーヴのフルモデルチェンジとともに販売開始。当初はターボエンジン（EF-EDM）の「CL」と「エアロダウン」の2グレード、4WDのみの設定だった。
- 2000年（平成12年）
  - 1月18日 - 一部改良。

今次改良にて2WD車を追加。グレードは「CL」・「CLカスタム」・「エアロダウン」の3つを設定。
4WD車も改良され、新たにインタークーラーターボエンジン（EF-DET）を搭載し、ハロゲンフォグランプ（フロントバンパー内蔵）、アルミホイール、電動ドアミラー、スモークドガラス（リヤドア/バックドア）を装備した「CX」、及びターボエンジンを搭載したCLのスポーティ仕様にあたる「CLカスタム」を新設。「エアロダウン」は電動ドアミラーを標準装備し、「CL」はホワイトとシルバーメタリックにおいてフロントフォグランプホールカバーをボディ同色に変更。
電動格納式アスフェリック（メッキ）ドアミラーをオプション設定に追加した。
  - 5月31日 - 特別仕様車「カスタム Sエディション」を発売。

「CLカスタム」をベースに、2DIN CD・AM/FM付ステレオ&16cmフロントスピーカー、スモークドガラス（リヤドア、バックドアウインドゥ）、アルミホイールを装備した。
  - 11月6日 - マイナーチェンジ。

ポジションランプを内蔵した4灯式マルチリフレクターハロゲンヘッドランプを採用するなど内外装のリファインを実施。また、フロント周りとメーターパネルを標準系とカスタム系で差別化を図った。
衝突安全ボディ「TAF（タフ）」の性能を高め、安全インテリア「SOFI（ソフィ）」を導入。
「CL」を除く全グレードにEBD付ABSをオプション設定に追加し、5MT車にはクラッチスタートシステムも装備し安全性能を高めた。
グレード体系を変更し、「CLカスタム」・「エアロダウン」と入れ替えで、電動格納式アスフェリックカラードドアミラー、マルチリフレクターハロゲンフォグランプ、アルミホイールを装備しながら価格を抑えた「CLリミテッド」、AM/FM付ハイグレードステレオ（ケンウッド）&16cmフロントスピーカーを装備した「エアロダウンカスタムX」を追加。同時に特別仕様車の「カスタムSエディション」をカタロググレードに昇格させた。

- 2001年（平成13年）5月17日 - 特別仕様車「メモリアルエディション」を発売。
- 「CLリミテッド」の4WD車をベースにした「CLメモリアルエディション」と「カスタムSエディション」をベースにした「カスタムメモリアルエディション」の2車種を設定しており、両グレード共に2DIN CD/MD・AM/FM付ステレオ（カロッツェリア）&16cmフロントスピーカーとメッキ電動格納式ドアミラー（レインクリアリング機能付）を装備。さらに、「CLメモリアルエディション」にはABSを、「カスタムメモリアルエディション」にはルーフエンドスポイラーをそれぞれ装備した。
- 2002年（平成14年）
  - 1月9日 - 一部改良。同時に派生モデルの「テリオスルキア」を発売。

全グレードで「平成12年基準排出ガス25%低減レベル（★）」認定を取得するとともに、O2センサーや吸気温センサー、ブローバイガス配管の取り回しが見直され、パワーステアリングを油圧式から電動式に変更し燃費を向上。
シート・ドアトリム表皮の変更、ハザードスイッチの配置変更、ラゲージアンダーボックスの収納性改善、運転席パワーウインドゥ挟み込み防止機構の追加を行い、一部グレードにEBD付ABSを標準装備化した。
従来の「カスタムSエディション」に替わり、特別仕様車として発売していた「カスタムメモリアルエディション」をカタロググレードに格上げ（2WD車は4ATのみの設定に変更）した。
  - 7月31日 - 特別仕様車「カスタムスターエディション」を発売。

「カスタムメモリアルエディション」をベースに装備内容を見直し、求めやすい価格設定とした。
- 2003年（平成15年）8月27日 - 一部改良。

グレード体系・仕様・装備内容の見直しを行い、4グレードに整理。「CLリミテッド」は仕様・装備内容の変更により5万円値下げされ、「L」に改名。特別仕様車「カスタムスターエディション」は仕様・装備内容を変更し、「カスタムL」に改名した上で、カタロググレードに昇格。「CX」はEBD付ABSの標準装備化などの仕様・装備内容の変更により2万円値下げされ、「X」に改名。「エアロダウンカスタムX」は仕様・装備内容の変更により5万円〜6.3万円値下げされ、「カスタムX」に改名。
このほか、カスタム系はハイマウントLEDストップランプ付ルーフスポイラーを、標準系はシート表皮をそれぞれ変更し、ボディカラーはラベンダーメタリックオパールとホワイト/シルバーメタリック（オプションカラー）を追加した。
- 2004年（平成16年）
  - 4月 - 仕様変更。希望小売価格を消費税込の価格に変更。
  - 10月1日 - 特別仕様車「テリオスキッド×キスマーク」を発売。

ウインタースポーツブランド「kissmark」とのコラボ仕様。「カスタムL」をベースに、「kissmark」仕様のデカール付スペアタイヤケース（ハードカバータイプ）+フルメタルホイール（スペアタイヤ）、サイドデカール（左右ドア）、ブラックシート表皮（レッドステッチ付）&ドアトリム（前後）を装備。さらに、マルチリフレクターハロゲンヘッドランプ、メッキインナードアハンドル&ドアロックノブ、スポーツステアリングホイール 、AM/FM付CDステレオ（CD-R/RWに対応）&16cmフロントドアスピーカーを装備。機能を充実しながら、求めやすい価格設定とした。
- 2005年（平成17年）10月11日 - 一部改良。特別仕様車「テリオスキッド×キスマーク」の2005年モデルを発売。

今次改良では、ハイマウントLEDストップランプ付ルーフエンドスポイラーの標準装備化、マニュアルレベリング機能を追加。標準系のボディカラーにオプションカラーのカシスフィズスペクトラシャインを追加。グレード体系を見直し、カスタム系（「カスタムL」・「カスタムX」）を廃止した。
特別仕様車「テリオスキッド×キスマーク」は、専用デカール付スペアタイヤケースとサイドデカールのデザインを変更。新たにシルバー調のクラスター等を採用し、クールでスタイリッシュな印象となった。また、グレード体系を上級グレードの「キスマークX」と一部装備を省略・オプション設定にした標準グレードの「キスマークL」の2グレードとした。
- 2006年（平成18年）8月23日 - マイナーチェンジ。

内外装のリファインを行うとともに、ボディカラーには新色のアクアブルーメタリックオパールを追加するとともに、グレードによって分かれていたカラーラインアップを統一。
「L」のフロントグリルはカスタム中期型より流用となる。さらに、シート・ラゲージフロアカーペットに撥水加工を施し、4WD車にはヒーテッドドアミラーを追加。
「カスタムX」にはドアミラーターンランプとイモビライザー付キーフリーシステムを追加した。
エンジンをインタークーラーターボエンジンに統一し、グレード体系もカスタム系（「カスタムL」・「カスタムX」）の復活と「X」、「キスマークシリーズ」の廃止に伴い3グレードに集約され、2WD車は4ATのみとなった。
- 2007年（平成19年）9月10日 - グレード追加。

以前カタロググレードとして発売された「カスタムメモリアルエディション」が創立100周年特別仕様車として復活。今回は「カスタムL」をベースに専用グレイッシュフロントメッキグリル、ドアミラーターンランプ、MOMO革巻ステアリングホイール、専用フルファブリックシート（オレンジステッチ付）、専用シャンパンメタリック調メーター&センタークラスターを装備した。
- 2008年（平成20年）
  - 5月 - 仕様変更。

平成17年排出ガス規制適合に伴い、車両型式を変更。同時にボディカラーを見直し、「カスタムX」の4WD・5MT車を廃止した。
  - 12月17日 - 一部改良。「L」はリヤバンパーモールディングをクロムメッキに変更し、スペアタイヤカバーを標準装備。カスタム系はスペアタイヤカバー（ハード）のヒンジの耐久性が見直された。
- 2010年（平成22年）8月 - 仕様変更。「カスタムメモリアルエディション」を廃止。JC08モードに対応し、ボディカラーを変更。また、希望小売価格が改訂され、一律3.5万円値上げとなった。

- 2012年（平成24年）
  - 5月[1] - 生産終了。在庫対応分のみの販売となる。
  - 6月 - 在庫対応分がすべて完売し、販売終了。これと同時に公式HPの掲載も終了。軽SUVとしては後継モデルはないが、2015年のキャスト・アクティバの登場で軽クロスオーバーSUVは発売されている。

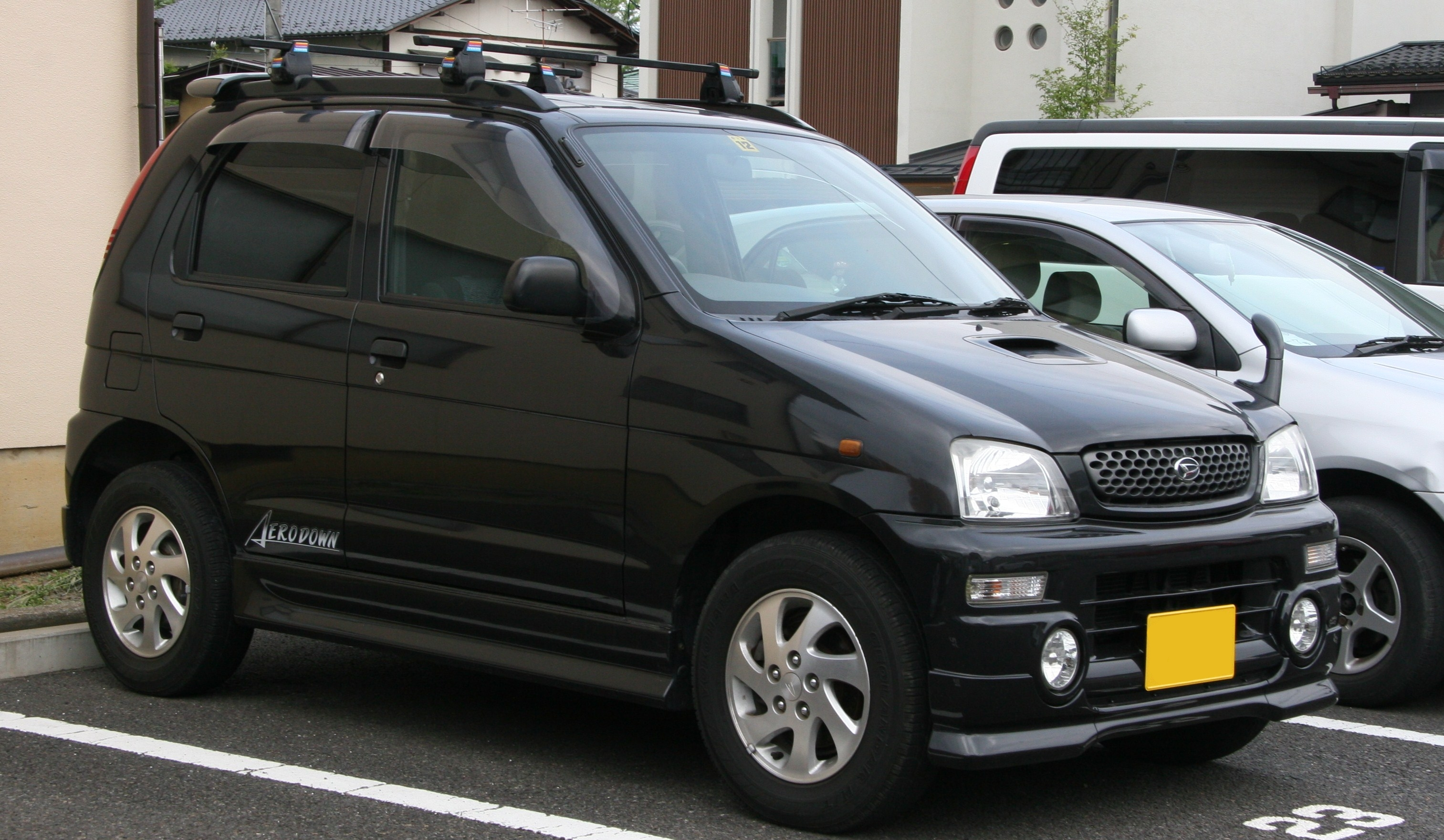
前期型 フロント
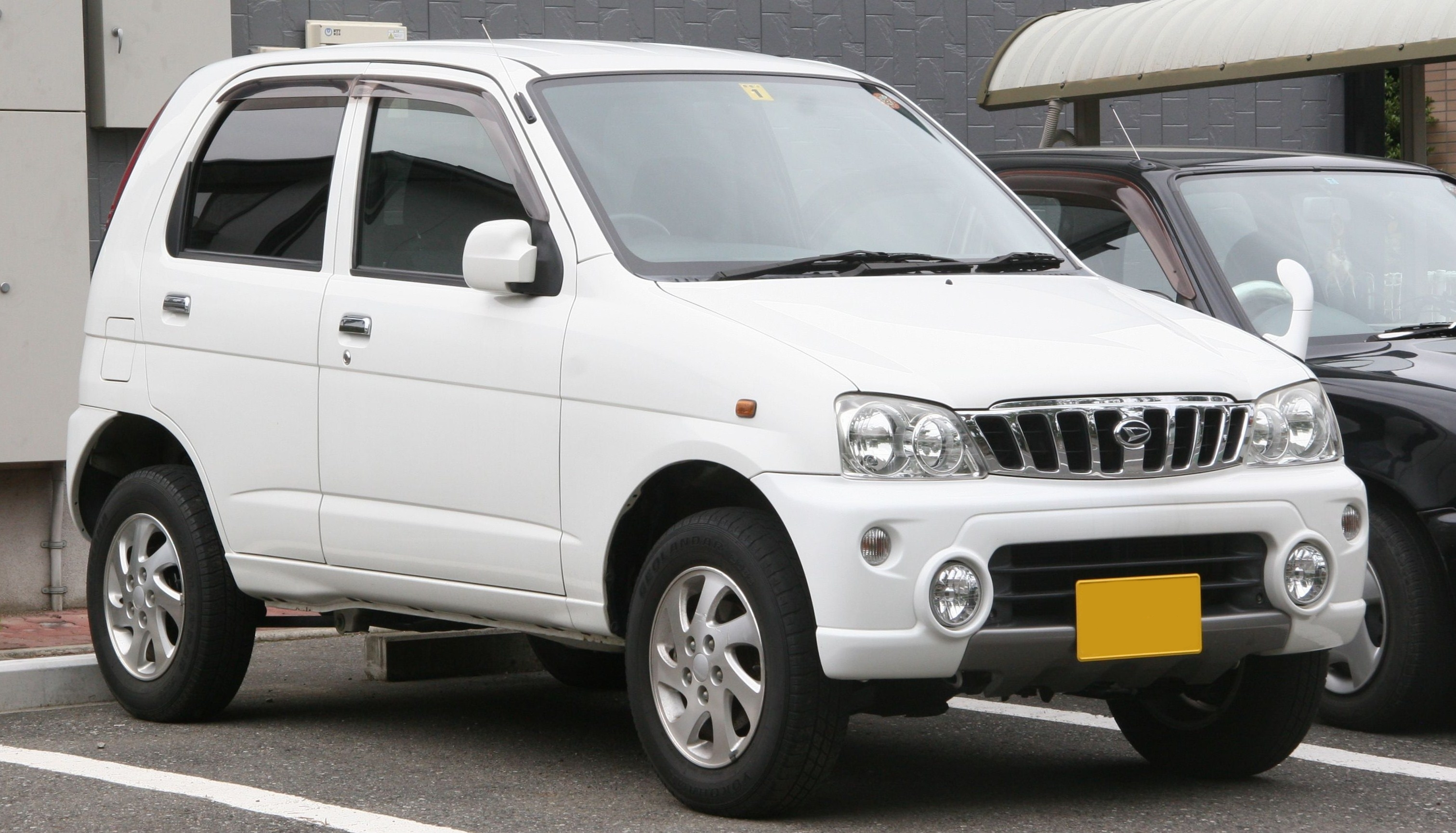
中期型 フロント

## 車名の由来
- テリオス - 古代ギリシャ語で「願いを叶える」の意味。
- キッド - 英語で若者、子供の意味。